# Лауреаты Премии Правительства Российской Федерации в области науки и техники (2012)
Лауреаты Премии Правительства Российской Федерации в области науки и техники 2012 года — перечень награждённых государственной наградой Российской Федерации, присужденной за достижения в науке и технике в 2012 году.
Постановлением Правительства Российской Федерации от 26 августа 2004 года № 439, в частности, было уменьшено число премий и максимально допустимое число лауреатов каждой премии, но значительно увеличена сумма премии. Согласно этому Постановлению, с 2005 года присуждалось не более 40 премий (в том числе 10 премий за работы в сфере обороны и безопасности), каждая в размере 1 миллион рублей. Авторский коллектив каждой работы был ограничен 10 претендентами.
Лауреаты определены Постановлением Правительства от 27 февраля 2013 г. N 254-р.

## Легенда
Приводятся данные по премированной работе; фамилии лауреатов, их должность и место работы; номер абзаца в Постановлении

## Лауреаты
| номер | Лауреаты | Премированная работа |
| ----- | --- | --- |
| 1. 1. | Каторгину Борису Ивановичу, академику, руководителю Научно-образовательного центра «Энергофизические системы», заведующему кафедрой федерального государственного бюджетного образовательного учреждения высшего профессионального образования «Московский авиационный институт (национальный исследовательский университет)», руководителю работы; Бердникову Роману Николаевичу, заместителю председателя правления открытого акционерного общества «Федеральная сетевая компания Единой энергетической системы», Бударгину Олегу Михайловичу, кандидату экономических наук, председателю правления того же акционерного общества; Благову Евгению Владимировичу, доктору физико-математических наук, заместителю директора федерального государственного бюджетного учреждения науки Институт нанотехнологий микроэлектроники Российской академии наук; Высоцкому Виталию Сергеевичу, доктору технических наук, директору научного направления — заведующему отделением открытого акционерного общества «Всероссийский научно-исследовательский, проектно-конструкторский и технологический институт кабельной промышленности», Свалову Григорию Геннадьевичу, доктору технических наук, профессору, первому заместителю генерального директора — директору по научной работе того же акционерного общества; Малышенко Станиславу Петровичу, доктору физико-математических наук, заведующему лабораторией федерального государственного бюджетного учреждения науки Объединённый институт высоких температур Российской академии наук; Пригожину Виктору Ивановичу, кандидату технических наук, директору испытательного комплекса открытого акционерного общества «Конструкторское бюро химавтоматики»; Рахманову Александру Львовичу, доктору физико-математических наук, заведующему лабораторией федерального государственного бюджетного учреждения науки Институт теоретической и прикладной электродинамики Российской академии наук; Шишкину Андрею Николаевичу, кандидату экономических наук, вице-президенту открытого акционерного общества "Нефтяная компания «Роснефть» | за разработку инновационных водородных и сверхпроводниковых технологий для энергетики |
| 2.    | Леонтьеву Александру Ивановичу, академику, советнику ректората федерального государственного бюджетного образовательного учреждения высшего профессионального образования «Московский государственный технический университет имени Н. Э. Баумана», руководителю работы; Алексеенко Сергею Владимировичу, члену-корреспонденту Российской академии наук, директору федерального государственного бюджетного учреждения науки Институт теплофизики им. С. С. Кутателадзе Сибирского отделения Российской академии наук, Волчкову Эдуарду Петровичу, академику, заведующему отделом, Терехову Виктору Ивановичу, доктору технических наук, профессору, заведующему лабораторией, — работникам того же учреждения; Дзюбенко Борису Владимировичу, доктору технических наук, профессору федерального государственного бюджетного образовательного учреждения высшего профессионального образования «Московский авиационный институт (национальный исследовательский университет)», Коротееву Анатолию Анатольевичу, академику, директору научно-образовательного инновационного центра «Новые космические технологии и наземные высокотехнологичные процессы» того же учреждения; Драгунову Юрию Григорьевичу, члену-корреспонденту Российской академии наук, директору — генеральному конструктору открытого акционерного общества «Ордена Ленина Научно-исследовательский и конструкторский институт энерготехники имени Н. А. Доллежаля»; Исаеву Сергею Александровичу, доктору физико-математических наук, профессору федерального государственного бюджетного образовательного учреждения высшего профессионального образования «Санкт-Петербургский государственный университет гражданской авиации»; Кузма-Кичте Юрию Альфредовичу, доктору технических наук, профессору федерального государственного бюджетного образовательного учреждения высшего профессионального образования "Национальный исследовательский университет «МЭИ»; Попову Игорю Александровичу, доктору технических наук, профессору федерального государственного бюджетного образовательного учреждения высшего профессионального образования «Казанский национальный исследовательский технический университет им. А. Н. Туполева — КАИ» | за разработку эффективных устройств и вихревых технологий для энергетики |
| 3.    | Зернову Сергею Михайловичу, начальнику отдела дирекции по технической подготовке производства Топливной компании открытого акционерного общества «ТВЭЛ», Кудрявцеву Юрию Алексеевичу, вице-президенту, Рождественскому Владимиру Владимировичу, первому вице-президенту, — работникам того же акционерного общества; Абрамушину Константину Михайловичу, руководителю проекта открытого акционерного общества «Чепецкий механический завод», Анищуку Денису Сергеевичу, заместителю генерального директора, Уткину Константину Владимировичу, заместителю начальника цеха, — работникам того же акционерного общества; Воробьевой Александре Евгеньевне, кандидату технических наук, заместителю генерального директора — директору отделения открытого акционерного общества «Высокотехнологический научно-исследовательский институт неорганических материалов имени академика А. А. Бочвара»; Дрыкину Сергею Ивановичу, главному инженеру проекта открытого акционерного общества «Государственный специализированный проектный институт»; Филатову Олегу Геннадиевичу, доктору физико-математических наук, генеральному директору федерального государственного унитарного предприятия «Научно-исследовательский институт электрофизической аппаратуры им. Д. В. Ефремова»; Шикову Александру Константиновичу, доктору технических наук, профессору, заместителю директора Центра нано-, бионаук и конвергентных технологий с источниками синхротронного и нейтронного излучения федерального государственного бюджетного учреждения "Национальный исследовательский центр «Курчатовский институт» | за разработку технологий и создание промышленного производства сверхпроводников для перспективных направлений науки и техники |
| 4.    | Катину Евгению Васильевичу, научному сотруднику федерального государственного бюджетного учреждения науки Институт прикладной физики Российской академии наук, Ложкареву Владимиру Викторовичу, исполняющему обязанности заведующего отделом, Потемкину Анатолию Константиновичу, Шайкину Андрею Алексеевичу, кандидату физико-математических наук, старшим научным сотрудникам, Сергееву Александру Михайловичу, Хазанову Ефиму Аркадьевичу, членам-корреспондентам Российской академии наук, заместителям директора, — работникам того же учреждения; Гаранину Сергею Григорьевичу, члену-корреспонденту Российской академии наук, заместителю научного руководителя, директору института лазерно-физических исследований федерального государственного унитарного предприятия «Российский федеральный ядерный центр — Всероссийский научно-исследовательский институт экспериментальной физики», Зималину Борису Геннадьевичу, научному сотруднику, Рукавишникову Николаю Николаевичу, кандидату физико-математических наук, начальнику лаборатории, Сухареву Станиславу Александровичу, доктору физико-математических наук, главному научному сотруднику, — работникам института лазерно-физических исследований того же предприятия | за разработку и внедрение лазерных комплексов петаваттной мощности на основе параметрического усиления света |
| 5.    | Шокину Юрию Ивановичу, академику, директору федерального государственного бюджетного учреждения науки Институт вычислительных технологий Сибирского отделения Российской академии наук, руководителю работы, Никульцеву Виталию Сергеевичу, кандидату технических наук, заведующему лабораторией, Федотову Анатолию Михайловичу, члену-корреспонденту Российской академии наук, заместителю директора, Шабальникову Игорю Владимировичу, ведущему специалисту, — работникам того же учреждения; Бредихину Сергею Всеволодовичу, кандидату технических наук, заведующему лабораторией федерального государственного бюджетного учреждения науки Институт вычислительной математики и математической геофизики Сибирского отделения Российской академии наук; Бычкову Игорю Вячеславовичу, академику, председателю президиума федерального государственного бюджетного учреждения науки Иркутский научный центр Сибирского отделения Российской академии наук; Васильеву Станиславу Николаевичу, академику, директору федерального государственного бюджетного учреждения науки Институт проблем управления им. В. А. Трапезникова Российской академии наук; Мушеру Семену Львовичу, доктору физико-математических наук, профессору, управляющему директору федерального государственного автономного учреждения «Российский фонд технологического развития»; Ружникову Геннадию Михайловичу, кандидату технических наук, заместителю директора федерального государственного бюджетного учреждения науки Институт динамики систем и теории управления Сибирского отделения Российской академии наук; Шайдурову Владимиру Викторовичу, члену-корреспонденту Российской академии наук, директору федерального государственного бюджетного учреждения науки Институт вычислительного моделирования Сибирского отделения Российской академии наук | за создание информационно-телекоммуникационной инфраструктуры междисциплинарных научных исследований как основы экономического и социального развития восточных регионов России |
| 6.    | Гуляеву Юрию Васильевичу, академику, директору федерального государственного бюджетного учреждения науки Институт радиотехники и электроники им. В. А. Котельникова Российской академии наук, руководителю работы, Бонч-Бруевичу Василию Викторовичу, кандидату физико-математических наук, научному сотруднику, Галченкову Леониду Аркадьевичу, кандидату физико-математических наук, Дементиенко Валерию Васильевичу, доктору технических наук, старшим научным сотрудникам, — работникам того же учреждения; Атькову Олегу Юрьевичу, доктору медицинских наук, профессору, вице-президенту открытого акционерного общества «Российские железные дороги»; Бугаеву Александру Степановичу, академику, заведующему кафедрой федерального государственного автономного образовательного учреждения высшего профессионального образования «Московский физико-технический институт (государственный университет)»; Ефимову Николаю Владимировичу, доктору медицинских наук, профессору, директору негосударственного учреждения здравоохранения "Дорожная клиническая больница открытого акционерного общества «Российские железные дороги»; Луневу Владимиру Никитовичу, заместителю генерального директора закрытого акционерного общества "Научно-производственное предприятие «Системные технологии», Туминасу Константину Болеславовичу, генеральному директору того же акционерного общества; Шахнаровичу Вячеславу Марковичу, кандидату медицинских наук, заместителю генерального директора закрытого акционерного общества «НЕЙРОКОМ» | за разработку научных основ, создание и широкомасштабное внедрение комплекса диагностических систем и информационно-технологического обеспечения безопасности движения в связи с человеческим фактором на железнодорожном транспорте Российской Федерации                                                                           |
| 7.    | Голубятникову Игорю Владимировичу, доктору технических наук, профессору, ректору федерального государственного бюджетного образовательного учреждения высшего профессионального образования «Московский государственный университет приборостроения и информатики», руководителю работы, Кондратенко Владимиру Степановичу, доктору технических наук, профессору, заведующему кафедрой, Наумову Александру Сергеевичу, кандидату технических наук, докторанту, — работникам того же учреждения; Айзенштату Семену Даниловичу, начальнику отдела открытого акционерного общества "Московский завод «Сапфир», Гиндину Павлу Дмитриевичу, доктору технических наук, профессору, заместителю начальника Центрального конструкторского бюро того же акционерного общества; Бугрову Владиславу Евгеньевичу, кандидату физико-математических наук, первому вице-президенту закрытого акционерного общества «Оптоган», Одноблюдову Максиму Анатольевичу, кандидату физико-математических наук, генеральному директору того же акционерного общества; Иванову Вадиму Геннадьевичу, кандидату технических наук, генеральному директору общества с ограниченной ответственностью «Кристалл Девелопмент»; Черных Сергею Петровичу, кандидату технических наук, научному руководителю общества с ограниченной ответственностью «Светодиодная Исследовательская ЛАборатория» | за разработку технологий, оборудования и инструмента и создание высокоэффективного производства сапфировых пластин и изделий из них для широкого класса наукоемкой продукции, в том числе энергосберегающих осветительных систем |
| 8.    | Миротину Леониду Борисовичу, доктору технических наук, профессору федерального государственного бюджетного образовательного учреждения высшего профессионального образования «Московский автомобильно-дорожный государственный технический университет (МАДИ)», руководителю работы, Некрасову Алексею Германовичу, доктору экономических наук, профессору того же учреждения; Гудкову Владиславу Александровичу, доктору технических наук, профессору, заведующему кафедрой федерального государственного бюджетного образовательного учреждения высшего профессионального образования «Волгоградский государственный технический университет»; Корчагину Виктору Алексеевичу, доктору технических наук, профессору, заведующему кафедрой федерального государственного бюджетного образовательного учреждения высшего профессионального образования «Липецкий государственный технический университет»; Меланич Елене Валентиновне, кандидату юридических наук, директору департамента общества c ограниченной ответственностью «Силтэк»; Соколову Борису Владимировичу, доктору технических наук, профессору, заместителю директора федерального государственного бюджетного учреждения науки Санкт-Петербургского института информатики и автоматизации Российской академии наук; Степанову Павлу Викторовичу, генеральному директору общества с ограниченной ответственностью «ИНТЕГРИРОВАННЫЕ ПРОГРАММЫ»; Стыскину Михаилу Марковичу, генеральному директору закрытого акционерного общества «Универсал-Аэро»; Шкварко Александру Владимировичу, директору общества с ограниченной ответственностью «АЭРОКАРГО+»; Штурмину Валерию Юрьевичу, генеральному директору общества с ограниченной ответственностью «Внуково-Карго» | за повышение эффективности грузовых перевозок на основе создания устойчивой транспортно-логистической системы модульного типа для высокоскоростной обработки и доставки грузов |
| 9.    | Кузнецову Леониду Григорьевичу, доктору технических наук, профессору, генеральному директору открытого акционерного общества «Компрессор», руководителю работы, Абрамову Александру Ивановичу, начальнику отдела, Ефремову Андрею Алексеевичу, заместителю начальника отдела, Кузнецову Юрию Леонидовичу, кандидату технических наук, первому заместителю генерального директора — директору по науке, — работникам того же акционерного общества; Аверьянову Дмитрию Леонидовичу, начальнику отдела открытого акционерного общества "Санкт-Петербургское морское бюро машиностроения «Малахит»; Гаврилову Евгению Леонидовичу, начальнику отдела открытого акционерного общества "Центральное конструкторское бюро морской техники «Рубин»; Ефремову Александру Петровичу, начальнику конструкторского бюро открытого акционерного общества «Научно-исследовательский проектно-конструкторский и технологический институт электромашиностроения»; Хвощу Сергею Тимофеевичу, доктору технических наук, доценту, генеральному директору закрытого акционерного общества "Электронная компания «Элкус»; Мищенко Владиславу Алексеевичу, доктору технических наук (посмертно) | за создание и освоение промышленного производства малошумных низковибрационных компрессорных станций и специального компрессорного оборудования широкого спектра применения |
| 10.   | Тахаутдинову Шафагату Фахразовичу, доктору экономических наук, генеральному директору открытого акционерного общества «Татнефть» имени В. Д. Шашина, руководителю работы, Гатиятуллину Накипу Салаховичу, доктору геолого-минералогических наук, начальнику Татарского геолого-разведочного управления, Зарипову Азату Тимерьяновичу, кандидату технических наук, заместителю заведующего отделом — заведующему лабораторией Татарского научно-исследовательского и проектного института нефти, Ибатуллину Равилю Рустамовичу, доктору технических наук, профессору, директору того же института, Ибрагимову Наилю Габдулбариевичу, доктору технических наук, первому заместителю генерального директора — главному инженеру, Салихову Илгизу Мисбаховичу, кандидату технических наук, начальнику нефтегазодобывающего управления «Нурлатнефть», Хисамову Раису Салиховичу, доктору геолого-минералогических наук, профессору, главному геологу — заместителю генерального директора, — работникам того же акционерного общества; Сабирову Ринату Касимовичу, кандидату химических наук, помощнику Президента Республики Татарстан | за создание и промышленное внедрение комплекса технологий разработки месторождений сверхвязкой нефти |
| 11.   | Андрееву Олегу Петровичу, кандидату технических наук, генеральному директору общества с ограниченной ответственностью «Газпром добыча Ямбург», руководителю работы, Арабскому Анатолию Кузьмичу, доктору технических наук, заместителю главного инженера, Ахмедсафину Сергею Каснуловичу, заместителю генерального директора — главному геологу, Кирсанову Сергею Александровичу, кандидату технических наук, заместителю начальника управления, — работникам того же общества с ограниченной ответственностью; Безматерных Евгению Федоровичу, кандидату геолого-минералогических наук, заместителю директора общества с ограниченной ответственностью «Научно-исследовательская и сервисная геофизическая морская компания», Кривицкому Григорию Евсеевичу, кандидату геолого-минералогических наук, директору того же общества с ограниченной ответственностью; Зинченко Игорю Александровичу, кандидату технических наук, начальнику управления открытого акционерного общества «Газпром», Черепанову Всеволоду Владимировичу, кандидату геолого-минералогических наук, начальнику департамента того же акционерного общества; Кобылкину Дмитрию Николаевичу, кандидату экономических наук, губернатору Ямало-Ненецкого автономного округа | за комплекс новых методов контроля разработки газовых и газоконденсатных месторождений, минимизирующих техногенное воздействие на окружающую среду |
| 12.   | Лисицыну Александру Петровичу, академику, заведующему отделом федерального государственного бюджетного учреждения науки Институт океанологии им. П. П. Ширшова Российской академии наук, руководителю работы, Богданову Юрию Александровичу, Леин Алле Юльевне, докторам геолого-минералогических наук, профессорам, главным научным сотрудникам, Сагалевичу Анатолию Михайловичу, доктору технических наук, заведующему лабораторией, — работникам того же учреждения; Андрееву Сергею Ивановичу, доктору геолого-минералогических наук, заведующему отделом федерального государственного унитарного предприятия «Всероссийский научно-исследовательский институт геологии и минеральных ресурсов Мирового океана имени академика И. С. Грамберга», Черкашеву Георгию Александровичу, доктору геолого-минералогических наук, заместителю директора того же предприятия; Бельтеневу Виктору Ефимовичу, ведущему геологу Океанской поисково-съемочной партии федерального государственного унитарного научно-производственного предприятия «Полярная морская геологоразведочная экспедиция», Иванову Виктору Николаевичу, кандидату геолого-минералогических наук, начальнику Океанской поисково-съемочной партии, Сергееву Михаилу Борисовичу, кандидату геолого-минералогических наук, главному геологу, — работникам того же предприятия; Бортникову Николаю Стефановичу, академику, директору федерального государственного бюджетного учреждения науки Институт геологии рудных месторождений, петрографии, минералогии и геохимии Российской академии наук | за создание фундаментальной основы исследования океанского гидротермального рудообразования, открытие крупных рудных объектов в Международном районе океана и получение исключительного права на их разведку в целях расширения минерально-сырьевого потенциала и укрепления геополитического статуса Российской Федерации          |
| 13.   | Сандрикову Валерию Александровичу, академику Российской академии медицинских наук, заместителю директора, заведующему отделом федерального государственного бюджетного учреждения «Российский научный центр хирургии имени академика Б. В. Петровского» Российской академии медицинских наук, руководителю работы, Архипову Ивану Владимировичу, ведущему инженеру, Ван Елене Юрьевне, врачу, Дземешкевичу Сергею Леонидовичу, доктору медицинских наук, профессору, директору, заведующему отделением, Кулагиной Татьяне Юрьевне, кандидату медицинских наук, заведующей лабораторией, — работникам того же учреждения; Бузиашвили Юрию Иосифовичу, академику Российской академии медицинских наук, заместителю директора, заведующему отделением Института кардиохирургии имени В. И. Бураковского федерального государственного бюджетного учреждения «Научный центр сердечно-сосудистой хирургии имени А. Н. Бакулева» Российской академии медицинских наук, Мацкеплишвили Симону Теймуразовичу, доктору медицинских наук, профессору, главному научному сотруднику Института кардиохирургии имени В. И. Бураковского того же учреждения; Гаврилову Андрею Васильевичу, кандидату технических наук, заведующему лабораторией Научно-исследовательского института ядерной физики им. Д. В. Скобельцына федерального государственного бюджетного образовательного учреждения высшего профессионального образования «Московский государственный университет имени М. В. Ломоносова», Куликову Игорю Владимировичу, программисту первой категории, Риттер Елене Евгеньевне, ведущему электронику, — работникам Научно-исследовательского института ядерной физики им. Д. В. Скобельцына того же учреждения | за разработку и внедрение в широкую медицинскую практику современных новых методов диагностики и лечения дисфункции миокарда |
| 14.   | Дедову Ивану Ивановичу, академику, академику Российской академии медицинских наук, директору федерального государственного бюджетного учреждения «Эндокринологический научный центр» Министерства здравоохранения Российской Федерации, руководителю работы, Кураевой Тамаре Леонидовне, доктору медицинских наук, профессору, заведующей отделением, Галстяну Гагику Радиковичу, Сунцову Юрию Ивановичу, докторам медицинских наук, профессорам, Майорову Александру Юрьевичу, доктору медицинских наук, доценту, заведующим отделениями Института диабета, Петерковой Валентине Александровне, члену-корреспонденту Российской академии медицинских наук, заместителю директора по науке — директору Института детской эндокринологии, Шестаковой Марине Владимировне, члену-корреспонденту Российской академии медицинских наук, заместителю директора — директору Института диабета, — работникам того же учреждения; Бондарь Ирине Аркадьевне, доктору медицинских наук, профессору, заведующей кафедрой государственного бюджетного образовательного учреждения высшего профессионального образования «Новосибирский государственный медицинский университет» Министерства здравоохранения Российской Федерации; Валеевой Фариде Вадутовне, доктору медицинских наук, доценту, заведующей курсом государственного бюджетного образовательного учреждения высшего профессионального образования «Казанский государственный медицинский университет» Министерства здравоохранения Российской Федерации | за создание и внедрение в практику здравоохранения Российской Федерации системы современных технологий диагностики, лечения и профилактики сахарного диабета |
| 15.   | Кареву Владимиру Александровичу, кандидату медицинских наук, старшему научному сотруднику федерального государственного бюджетного учреждения здравоохранения Центральная клиническая больница Российской академии наук, руководителю работы, Алехину Александру Ивановичу, доктору медицинских наук, заместителю главного врача, Гончарову Николаю Гаврииловичу, доктору медицинских наук, профессору, главному врачу, Каревой Оксане Владимировне, кандидату медицинских наук, старшему научному сотруднику, — работникам того же учреждения; Есакову Игорю Ивановичу, доктору физико-математических наук, заместителю генерального директора открытого акционерного общества «Московский радиотехнический институт Российской академии наук», Чистякову Алексею Олеговичу, начальнику отдела того же акционерного общества; Лебедеву Валерию Павловичу, доктору медицинских наук, профессору, заместителю директора общества с ограниченной ответственностью «Центр транскраниальной электростимуляции», Малыгину Александру Вячеславовичу, кандидату технических наук, генеральному директору того же общества с ограниченной ответственностью; Романову Александру Ивановичу, члену-корреспонденту Российской академии медицинских наук, главному врачу федерального государственного бюджетного учреждения «Центр реабилитации» Управления делами Президента Российской Федерации; Сластникову Валерию Алексеевичу, советнику генерального директора открытого акционерного общества "Московское конструкторское бюро «Компас» | за разработку теоретических основ, внедрение в клиническую практику и развитие технического обеспечения метода «Мезодиэнцефальная модуляция» |
| 16.   | Самсонову Николаю Михайловичу, доктору технических наук, профессору, председателю научно-технического совета открытого акционерного общества «Научно-исследовательский и конструкторский институт химического машиностроения», руководителю работы, Бобе Леониду Сергеевичу, доктору технических наук, профессору, начальнику лаборатории, Гаврилову Льву Ивановичу, кандидату технических наук, заместителю главного конструктора, начальнику отдела, Кочеткову Алексею Анатольевичу, главному конструктору, начальнику отделения, — работникам того же акционерного общества; Андрейчуку Петру Олеговичу, начальнику сектора открытого акционерного общества «Ракетно-космическая корпорация „Энергия“ имени С. П. Королева», Железнякову Александру Григорьевичу, заместителю руководителя научно-технического центра, начальнику отделения, Соловьеву Владимиру Алексеевичу, члену-корреспонденту Российской академии наук, летчику-космонавту, первому заместителю генерального конструктора, — работникам того же акционерного общества; Синяку Юрию Емельяновичу, доктору технических наук, профессору, заведующему отделом федерального государственного бюджетного учреждения науки Государственный научный центр Российской Федерации — Институт медико-биологических проблем Российской академии наук; Матвейкину Валерию Григорьевичу, доктору технических наук, профессору, заместителю генерального директора открытого акционерного общества "Корпорация «Росхимзащита», Путину Сергею Борисовичу, кандидату технических наук, доценту, первому заместителю генерального директора, заместителю генерального директора по научной работе и инновациям того же акционерного общества | за разработку научных основ и практическую реализацию химико-технологических процессов регенерации воды, кислорода и атмосферы в системах жизнеобеспечения экипажа длительно функционирующих космических станций |
| 17.   | Елшину Анатолию Ивановичу, доктору технических наук, первому заместителю генерального директора — директору техническому открытого акционерного общества «Ангарская нефтехимическая компания», руководителю работы, Сердюку Федору Ивановичу, советнику управления, Томину Виктору Петровичу, доктору технических наук, профессору, заместителю директора технического — начальнику Испытательного центра — управления контроля качества, — работникам того же акционерного общества; Герзелиеву Ильясу Магомедовичу, исполнительному директору закрытого акционерного общества «Грозненский нефтяной научно-исследовательский институт»; Гуляевой Людмиле Алексеевне, кандидату технических наук, заведующей лабораторией открытого акционерного общества «Всероссийский научно-исследовательский институт по переработке нефти»; Максимову Антону Львовичу, доктору химических наук, доценту, заместителю директора федерального государственного бюджетного учреждения науки Ордена Трудового Красного Знамени Институт нефтехимического синтеза им. А. В. Топчиева Российской академии наук; Мамонкину Дмитрию Николаевичу, кандидату экономических наук, заместителю директора департамента — начальнику управления открытого акционерного общества "Нефтяная компания «Роснефть», Худайнатову Эдуарду Юрьевичу, первому вице-президенту того же акционерного общества; Смоленко Вячеславу Александровичу, председателю совета директоров общества с ограниченной ответственностью «СТАРТ-РЕСУРС»; Фадееву Александру Сергеевичу, кандидату технических наук, генеральному директору федерального государственного унитарного предприятия «Центр эксплуатации объектов наземной космической инфраструктуры» | за разработку и внедрение современных технологий производства и применения высокоэнергетических термостабильных топлив для ракетной и авиационной техники |
| 18.   | Нигматулину Роберту Искандровичу, академику, директору федерального государственного бюджетного учреждения науки Институт океанологии им. П. П. Ширшова Российской академии наук, руководителю работы; Пинигиной Надежде Ивановне, генеральному директору открытого акционерного общества «Башкирская химия»; Анохину Денису Валентиновичу, кандидату физико-математических наук, старшему научному сотруднику федерального государственного бюджетного учреждения науки Институт проблем химической физики Российской академии наук; Васильеву Альберту Петровичу, кандидату физико-математических наук, директору автономной некоммерческой организации «Международный центр по экологической безопасности»; Кузнецовой Тамаре Васильевне, доктору технических наук, профессору федерального государственного бюджетного образовательного учреждения высшего профессионального образования «Российский химико-технологический университет имени Д. И. Менделеева»; Иванову Юрию Анатольевичу, кандидату технических наук, главному инженеру открытого акционерного общества «Сода», Лобастову Сергею Александровичу, исполнительному директору, Шатову Александру Алексеевичу, доктору технических наук, профессору, начальнику управления, — работникам того же акционерного общества; Овчинникову Василию Павловичу, доктору технических наук, профессору, заведующему кафедрой федерального государственного бюджетного образовательного учреждения высшего профессионального образования «Тюменский государственный нефтегазовый университет»; Приходько Николаю Корнеевичу, доктору технических наук, начальнику лаборатории открытого акционерного общества «Ведущий проектно-изыскательский и научно-исследовательский институт промышленной технологии» | за разработку и внедрение инновационной комплексной программы модернизации производства соды и стройматериалов, экономии сырьевых и энергетических ресурсов, минимизации негативного воздействия на окружающую среду |
| 19.   | Мельникову Николаю Константиновичу, первому заместителю генерального директора — исполнительному директору Верхнесалдинского металлургического производственного объединения открытого акционерного общества «Корпорация ВСМПО — АВИСМА», руководителю работы, Климову Михаилу Ивановичу, начальнику отдела, Новикову Владимиру Федоровичу, ведущему специалисту, Пузакову Игорю Юрьевичу, заместителю директора Верхнесалдинского металлургического производственного объединения, — работникам того же акционерного общества; Зелянскому Андрею Владимировичу, генеральному директору открытого акционерного общества «Уралредмет», Паздникову Игорю Павловичу, кандидату технических наук, доценту, директору по корпоративным связям, Рылову Александру Николаевичу, кандидату технических наук, техническому директору, — работникам того же акционерного общества; Трубину Адольфу Николаевичу, доктору технических наук, профессору федерального государственного автономного образовательного учреждения высшего профессионального образования «Уральский федеральный университет имени первого Президента России Б. Н. Ельцина»; Чумареву Владимиру Михайловичу, доктору технических наук, главному научному сотруднику федерального государственного бюджетного учреждения науки Институт металлургии Уральского отделения Российской академии наук; Дубровскому Аркадию Яковлевичу (посмертно) | за создание технологии и организацию современного крупного промышленного производства комплексных лигатур редких тугоплавких металлов для изготовления титановых сплавов, предназначенных для изделий космической, авиационной, судостроительной техники и химического машиностроения                                               |
| 20.   | Возчикову Андрею Петровичу, заведующему лабораторией открытого акционерного общества «Уральский институт металлов», Демидову Константину Николаевичу, кандидату технических наук, советнику генерального директора того же акционерного общества; Аксельроду Льву Моисеевичу, кандидату технических наук, техническому директору общества с ограниченной ответственностью "Группа «Магнезит», Одегову Сергею Юрьевичу, генеральному директору того же общества с ограниченной ответственностью; Ваганову Евгению Юрьевичу, начальнику управления — главному механику открытого акционерного общества «Челябинский металлургический комбинат»; Данилину Юрию Анатольевичу, главному сталеплавильщику открытого акционерного общества «ЕВРАЗ Нижнетагильский металлургический комбинат»; Зинченко Сергею Дмитриевичу, кандидату технических наук, главному специалисту по стали Центра технического развития и качества открытого акционерного общества «Северсталь»; Сарычеву Борису Александровичу, кандидату технических наук, начальнику лаборатории открытого акционерного общества «Магнитогорский металлургический комбинат»; Терентьеву Евгению Александровичу, кандидату технических наук, генеральному директору закрытого акционерного общества «Завод брикетированных материалов»; Школьнику Якову Шмулевичу, доктору технических наук, главному научному сотруднику федерального государственного унитарного предприятия «Центральный научно-исследовательский институт чёрной металлургии им. И. П. Бардина» | за разработку и внедрение инновационных технологий производства и применения новых комплексных магнезиальных флюсов, обеспечивающих значительное повышение стойкости футеровки и производительности сталеплавильных агрегатов на ведущих металлургических комбинатах Российской Федерации                                           |
| 21.   | Зеленщикову Николаю Ивановичу, первому вице-президенту, первому заместителю генерального конструктора открытого акционерного общества «Ракетно-космическая корпорация „Энергия“ имени С. П. Королева», руководителю работы, Кашицыну Михаилу Павловичу, заместителю генерального конструктора, руководителю научно-технического центра, Самитову Рашиту Махмутовичу, заместителю руководителя научно-технического центра, Цветкову Вячеславу Владимировичу, кандидату технических наук, заместителю руководителя научно-технического центра — начальнику отделения, — работникам того же акционерного общества; Булатову Евгению Алексеевичу, первому заместителю генерального директора — руководителю службы качества закрытого акционерного общества «Завод экспериментального машиностроения Ракетно-космической корпорации „Энергия“ имени С. П. Королева», Стрекалову Александру Федоровичу, кандидату технических наук, первому вице-президенту, генеральному директору того же акционерного общества; Давыдову Виталию Анатольевичу, статс-секретарю — заместителю руководителя Федерального космического агентства; Котову Александру Николаевичу, кандидату технических наук, генеральному директору федерального государственного унитарного предприятия "Научно-производственное объединение «Техномаш»; Паничкину Николаю Георгиевичу, кандидату физико-математических наук, доценту, первому заместителю генерального директора федерального государственного унитарного предприятия «Центральный научно-исследовательский институт машиностроения» | за создание пилотируемого космического корабля «Союз-ТМА» для обеспечения транспортирования и спасения международных экипажей в рамках межгосударственных соглашений при эксплуатации Международной космической станции |
| 22.   | Чернышеву Сергею Леонидовичу, члену-корреспонденту Российской академии наук, исполнительному директору федерального государственного унитарного предприятия «Центральный аэрогидродинамический институт имени профессора Н. Е. Жуковского», руководителю работы, Дубинскому Вячеславу Станиславовичу, кандидату технических наук, заместителю начальника отделения, Замуле Георгию Николаевичу, доктору технических наук, профессору, советнику при дирекции, Нестеренко Григорию Ильичу, доктору технических наук, профессору, главному научному сотруднику, — работникам того же предприятия; Еретину Анатолию Петровичу, кандидату технических наук, заместителю начальника отдела государственного предприятия «АНТОНОВ», Киве Дмитрию Семеновичу, члену-корреспонденту Национальной академии наук Украины, президенту — генеральному конструктору, Семенцу Александру Ивановичу, кандидату технических наук, заместителю главного конструктора — начальнику отдела, — работникам того же предприятия; Громову Михаилу Степановичу, кандидату технических наук, заместителю генерального директора, директору Научного центра по поддержанию летной годности воздушных судов федерального государственного унитарного предприятия Государственный научно-исследовательский институт гражданской авиации, Шапкину Василию Сергеевичу, доктору технических наук, профессору, генеральному директору того же предприятия; Онгирскому Генриху Генриховичу, кандидату технических наук (посмертно) | за комплекс исследований и внедрение эффективной концепции поддержания летной годности самолётов Ан-124-100 по условиям ресурса и срока службы до 10000 полетов, 50000 летных часов и 45 лет, обеспечивших длительное мировое лидерство в перевозке сверхтяжелых грузов                                                             |
| 23.   | Захарову Анатолию Георгиевичу, доктору химических наук, профессору, директору федерального государственного бюджетного учреждения науки Институт химии растворов им. Г. А. Крестова Российской академии наук, руководителю работы, Галашиной Валентине Николаевне, Стокозенко Валерии Германовне, кандидатам технических наук, старшим научным сотрудникам, Морыганову Андрею Павловичу, доктору технических наук, профессору, заведующему лабораторией, — работникам того же учреждения; Данилову Андрею Руфимовичу, директору общества с ограниченной ответственностью «Рослан»; Коломейцевой Эльзе Алексеевне, заместителю директора общества с ограниченной ответственностью «АПОТЕКС»; Конькову Павлу Алексеевичу, первому заместителю председателя правительства Ивановской области; Сачкову Олегу Викторовичу, кандидату технических наук, директору по науке общества с ограниченной ответственностью «Наукоемкие технологии»; Смыслову Геннадию Ивановичу, президенту общества с ограниченной ответственностью «ЛенОм»; Филипповой Татьяне Михайловне, руководителю отдела, главному бухгалтеру открытого акционерного общества Научно-производственный комплекс «ЦНИИШерсть» | за разработку и промышленное освоение эффективных технологий производства инновационной продукции текстильного, медицинского и технического назначения из отечественного низкономерного лубоволокнистого сырья |
| 24.   | Демидову Алексею Вячеславовичу, доктору технических наук, профессору, ректору федерального государственного бюджетного образовательного учреждения высшего профессионального образования «Санкт-Петербургский государственный университет технологии и дизайна», руководителю работы, Ашнину Николаю Михайловичу, доктору технических наук, профессору, руководителю направления дополнительного образования, заведующему кафедрой, Макарову Авиниру Геннадьевичу, доктору технических наук, профессору, проректору, заведующему кафедрой, — работникам того же учреждения; Оренбаху Семену Борисовичу, кандидату технических наук, начальнику отдела открытого акционерного общества «Центральный научно-исследовательский институт технологической оснастки текстильного оборудования», Савельеву Григорию Викторовичу, главному специалисту того же акционерного общества; Родионову Вячеславу Алексеевичу, кандидату технических наук, Скулановой Нине Сергеевне, доктору технических наук, профессорам федерального государственного бюджетного образовательного учреждения высшего профессионального образования «Московский государственный университет дизайна и технологии»; Климашевскому Сергею Владимировичу, генеральному директору закрытого акционерного общества «Ремиз-Импэкс»; Никонорову Павлу Васильевичу, кандидату технических наук, руководителю опытного производства открытого акционерного общества «Центральный научно-исследовательский текстильный институт»; Челышеву Анатолию Михайловичу, доктору технических наук, профессору, советнику генерального директора открытого акционерного общества «Советская звезда» | за разработку научных основ создания и модернизации технологической оснастки и оборудования прядильного производства для реконструкции текстильных предприятий и обеспечения конкурентоспособности выпускаемой продукции |
| 25.   | Ишкову Александру Гавриловичу, доктору химических наук, профессору, заместителю начальника департамента — начальнику управления открытого акционерного общества «Газпром», руководителю работы, Панкратову Сергею Николаевичу, кандидату экономических наук, заместителю начальника департамента — начальнику управления того же акционерного общества; Акоповой Гретте Семеновне, кандидату технических наук, начальнику лаборатории Центра по экологической безопасности, энергоэффективности и охране труда общества с ограниченной ответственностью «Научно-исследовательский институт природных газов и газовых технологий — Газпром ВНИИГАЗ», Попову Павлу Борисовичу, научному сотруднику, Стрекаловой Людмиле Васильевне, старшему научному сотруднику, — работникам того же центра, Козлову Сергею Ивановичу, доктору технических наук, главному научному сотруднику Центра использования газа, — работникам того же общества с ограниченной ответственностью; Быстрых Владимиру Викторовичу, доктору медицинских наук, профессору, Пантелееву Дмитрию Вячеславовичу, кандидату технических наук, начальникам отделов общества с ограниченной ответственностью «Газпром добыча Оренбург», Прыскалову Игорю Николаевичу, заместителю главного инженера, — работникам того же общества с ограниченной ответственностью | за создание безотходной экологически чистой технологии обезвреживания и утилизации нефтешламов и её практическое применение на объектах нефтегазового комплекса |
| 26.   | Котлякову Владимиру Михайловичу, академику, директору федерального государственного бюджетного учреждения науки Институт географии Российской академии наук, руководителю работы; Гутеневу Владимиру Владимировичу, доктору технических наук, первому заместителю председателя Общероссийской общественной организации «Союз машиностроителей России»; Качанову Сергею Алексеевичу, доктору технических наук, профессору, заместителю начальника федерального государственного бюджетного учреждения «Всероссийский научно-исследовательский институт по проблемам гражданской обороны и чрезвычайных ситуаций МЧС России» (федеральный центр науки и высоких технологий); Притворову Андрею Петровичу, кандидату географических наук, исполнительному директору, главному редактору общества с ограниченной ответственностью «Феория», Разумову Виктору Владимировичу, доктору географических наук, профессору, заместителю генерального директора того же общества с ограниченной ответственностью; Слипенчуку Михаилу Викторовичу, доктору экономических наук, профессору, заведующему кафедрой федерального государственного бюджетного образовательного учреждения высшего профессионального образования «Московский государственный университет имени М. В. Ломоносова»; Спиридонову Валерию Петровичу, кандидату технических наук, профессору федерального государственного бюджетного образовательного учреждения высшего профессионального образования «Московский государственный открытый университет имени В. С. Черномырдина»; Таранову Александру Авенировичу, кандидату технических наук, заместителю директора департамента Министерства Российской Федерации по делам гражданской обороны, чрезвычайным ситуациям и ликвидации последствий стихийных бедствий, Цаликову Руслану Хаджисмеловичу, кандидату экономических наук, заместителю Министра обороны Российской Федерации; Фалееву Михаилу Ивановичу, кандидату политических наук, начальнику федерального казенного учреждения «[[Центр стратегических исследований гражданской защиты Министерства Российской Федерации по делам гражданской обороны, чрезвычайным ситуациям и ликвидации последствий стихийных бедствий]]»               | за разработку и внедрение информационного, картографического и нормативного обеспечения оценки опасностей и рисков чрезвычайных ситуаций природного, техногенного и биолого-социального характера для территорий федеральных округов Российской Федерации в целях комплексного обеспечения безопасности жизнедеятельности населения |
| 27.   | Ашмарину Геннадию Дмитриевичу, кандидату технических наук, доценту, генеральному директору закрытого акционерного общества «Всесоюзный научно-исследовательский институт строительных материалов и конструкций имени Петра Петровича Будникова», руководителю работы, Салахову Альмиру Максумовичу, кандидату технических наук, директору Волжско-Камского филиала того же акционерного общества; Бессонову Игорю Вячеславовичу, кандидату технических наук, заведующему лабораторией федерального государственного бюджетного учреждения «Научно-исследовательский институт строительной физики Российской академии архитектуры и строительных наук», Козлову Владимиру Владимировичу, кандидату технических наук, ведущему научному сотруднику, Ройфе Владлену Семеновичу, доктору технических наук, профессору, главному научному сотруднику, — работникам того же учреждения; Геращенко Владиславу Николаевичу, директору Ассоциации производителей керамических стеновых материалов; Ливаде Анатолию Николаевичу, генеральному директору закрытого акционерного общества «ФОН»; Пономареву Олегу Ивановичу, кандидату технических наук, заместителю директора Центрального научно-исследовательского института строительных конструкций им. В. А. Кучеренко открытого акционерного общества "Научно-исследовательский центр «Строительство»; Рахимову Равилю Зуфаровичу, члену-корреспонденту Российской академии архитектуры и строительных наук, заведующему кафедрой федерального государственного бюджетного образовательного учреждения высшего профессионального образования «Казанский государственный архитектурно-строительный университет» | за разработку стеновых керамических энергоэффективных изделий, инновационных технологий и широкое внедрение их в практику массового строительства |
| 28.   | Чернышеву Евгению Михайловичу, академику Российской академии архитектуры и строительных наук, руководителю академического научно-творческого центра «Архстройнаука» федерального государственного бюджетного образовательного учреждения высшего профессионального образования «Воронежский государственный архитектурно-строительный университет», руководителю работы; Давидюку Алексею Николаевичу, доктору технических наук, генеральному директору открытого акционерного общества «Конструкторско-технологическое бюро бетона и железобетона», Фискинду Ефиму Семеновичу, главному инженеру того же акционерного общества; Звездову Андрею Ивановичу, доктору технических наук, профессору, первому вице-президенту Общероссийской общественной организации «Российская инженерная академия»; Кошману Николаю Павловичу, президенту Ассоциации Строителей России; Кухтину Юрию Александровичу, генеральному директору закрытого акционерного общества «Коттедж-Индустрия»; Лукину Сергею Николаевичу, кандидату технических наук, председателю совета директоров открытого акционерного общества «Домостроительный комбинат»; Нерсесяну Никите Геворковичу, кандидату технических наук, старшему научному сотруднику государственного унитарного предприятия города Москвы «Московский научно-исследовательский и проектный институт типологии, экспериментального проектирования»; Степанову Александру Юрьевичу, кандидату технических наук, заместителю начальника управления департамента градостроительной политики города Москвы правительства Москвы; Уховой Тамаре Андреевне, кандидату технических наук, заведующей лабораторией Научно-исследовательского, проектно-конструкторского и технологического института бетона и железобетона им. А. А. Гвоздева открытого акционерного общества "Научно-исследовательский центр «Строительство» | за разработку и применение ограждающих конструкций энергоэффективных зданий нового поколения |
| 29.   | Бебурову Михаилу Юрьевичу, кандидату биологических наук, директору федерального государственного унитарного предприятия «Государственный научно-исследовательский институт генетики и селекции промышленных микроорганизмов», руководителю работы, Богушу Владимиру Григорьевичу, Чеперегину Сергею Эдуардовичу, кандидатам биологических наук, ведущим научным сотрудникам, Козлову Дмитрию Георгиевичу, кандидату биологических наук, Честухиной Галине Георгиевне, доктору биологических наук, профессору, Юрину Виталию Львовичу, кандидату медицинских наук, заведующим лабораториями, Хамитову Равилю Авгатовичу, доктору медицинских наук, профессору, заместителю директора, заведующему отделом, — работникам того же предприятия; Гинцбургу Александру Леонидовичу, академику Российской академии медицинских наук, директору федерального государственного бюджетного учреждения «Научно-исследовательский институт эпидемиологии и микробиологии имени почетного академика Н. Ф. Гамалеи» Министерства здравоохранения Российской Федерации, Малиновской Валентине Васильевне, доктору биологических наук, профессору, заведующей лабораторией того же учреждения; Скрыпину Василию Ивановичу, кандидату биологических наук, генеральному директору общества с ограниченной ответственностью «ФАРМАПАРК» | за создание высокоэффективных биотехнологических платформ, разработку инновационных технологий и организацию промышленного производства терапевтических рекомбинантных белков на их основе |
| 30.   | Бендерскому Геннадию Петровичу, доктору технических наук, профессору, генеральному директору открытого акционерного общества "Научно-производственное объединение «Лианозовский электромеханический завод», руководителю работы, Бондареву Сергею Анатольевичу, Колику Александру Ароновичу, кандидатам технических наук, главным специалистам, Матвееву Андрею Анатольевичу, заместителю генерального директора — главному инженеру, Николаеву Александру Николаевичу, кандидату технических наук, начальнику отдела, Павлову Владимиру Борисовичу, кандидату технических наук, Рахманову Алексею Евгеньевичу, Смирновой Наталии Михайловне, Хрупало Дмитрию Александровичу, начальникам секторов, Соловьеву Алексею Григорьевичу, кандидату технических наук, старшему научному сотруднику, — работникам того же акционерного общества | за создание межвидового, мобильного, автономного радиолокационного средства информационного обеспечения зенитных ракетных комплексов, командных пунктов и комплексов средств автоматизации системы противовоздушной и противоракетной обороны Российской Федерации                                                                  |